# توچکوو
توچکوو (به لاتین: Tuszkowo) یک منطقهٔ مسکونی در لهستان است که در Gmina Sośno واقع شده‌است.